# Acanthocobitis zonalternans
Acanthocobitis zonalternans е вид лъчеперка от семейство Nemacheilidae. Видът е незастрашен от изчезване.

## Разпространение
Разпространен е в Бангладеш, Индия (Манипур), Мианмар и Тайланд.

## Описание
На дължина достигат до 7,8 cm.